# سعید شیرکوند
سعید شیرکوند اقتصاددان، سیاستمدار، دانشیار گروه مدیریت مالی و بیمه دانشکده مدیریت دانشگاه تهران و مدیر ارشد اجرایی ایرانی است.

## زندگی‌نامه
شیرکوند متولد شهرستان ورامین؛ دانش‌آموخته کارشناسی ارشد اقتصاد نظری از دانشگاه شهید بهشتی و دکتری مدیریت دولتی از دانشگاه تهران است. او از سال ۱۳۷۸ تا ۱۳۸۰ مدیرکل دفتر اقتصاد کلان وزارت امور اقتصادی و دارایی بود و در دولت هفتم، در فاصله سال‌های ۱۳۸۰ تا ۱۳۸۴ معاونت اقتصادی وزارت امور اقتصادی و دارایی را برعهده داشت. وی دروس اقتصاد خرد و کلان را در دانشکده مدیریت تدریس می‌نماید.
شیرکوند در دولت دوازدهم به‌عنوان معاون هماهنگی امور اقتصادی و زیربنایی معاون اول رئیس‌جمهور فعالیت می‌کرد. او پیش تر در فاصله سالهای ۱۳۹۲ تا ۱۳۹۶ معاون سرمایه‌گذاری و برنامه‌ریزی سازمان میراث فرهنگی، صنایع دستی و گردشگری بود.

## آراء و نظرات
شیرکوند در تشریح مفهوم مدیریت رانتی در مقاله‌ای می‌نویسد:
... صاحب‌نظران علوم سیاسی تأثیر و تاثرات پدیده رانت را در حوزه سیاست مورد تجزیه و تحلیل قرار داده‌اند و تحت عنوان رابطه ملت - دولت به تجزیه و تحلیل اثرات رانت بر نحوه حکمرانی حکومت‌ها پرداخته‌اند که در نتیجه «دولت رانتیر» به‌عنوان نوعی خاص از حکمرانی تعریف شده‌است. صاحبنظران علم اقتصاد نیز با بررسی تأثیرات رانت در حوزه‌های اقتصادی نوع خاصی از اقتصاد را تحت عنوان «اقتصاد رانت‌محور» مورد بررسی و تجزیه و تحلیل قرار داده‌اند، صاحب‌نظران علم جامعه‌شناسی نیز با بررسی پدیده رانت‌جویی در کارکردهای اجتماعی شهروندان و بررسی «جامعه رانت‌جو» این پدیده را مورد بررسی قرار داده‌اند و در نهایت صاحبنظران علم مدیریت نیز لازم است اثرات رانت را بر نحوه اداره جامعه مورد بررسی قرار دهند که تحت عنوان «مدیریت رانتی» شناخته می‌شوند.
وی ضمن انتقاد از سیاست‌های دولت احمدی‌نژاد، دولت وی را رانتی نامیده و می‌گوید:
... در دولت رانتی نظام قضایی مطلوب نیست و در این دولت کسی که به حقش تعرض شده باشد از مراجعه به مراجع قضایی پرهیز کرده و حتی اگر مراجعه کند این اطمینان را ندارد که برای احیاء حق خود عادلانه قضاوت شود و از این‌رو تبعات آن در عرصهٔ اجتماعی به گونه‌ای است که آن کسی که مورد تعرض قرار گرفته به راحتی با این سخن که برو هرجایی می‌خواهی شکایت کن مواجه می‌شوند.
او سپس در جایی دیگر اظهار داشته‌است:
... دوره ۸ ساله مدیریت آقای احمدی‌نژاد را باید یک پرانتزدر روند اداره کشور تلقی کرد. به این دلیل که مسیر کشور را به دوره‌های قبل برگرداند. اگر تأمل کنید، می‌بینید که سبک اداره کشور به سبک دوره قاجار برگشت. در بخش‌های مختلف بدون مطالعه و امکان‌سنجی تصمیم‌گیری شد و برای انجام فعالیت‌ها به جز اراده ملوکانه، نظر دیگری مورد توجه قرار نمی‌گرفت. وقتی سازمان مدیریت و برنامه‌ریزی حذف شد، به این نکات بی‌توجهی شد. نکته مهمتر اینکه ما در کشوری زندگی می‌کنیم که دولت به ناچار، دست بالا را در اقتصاد دارد. حتی در دوره قاجار هم محدوده کوچکی از اداره کشور در اختیار دولت بود. سایر بخش‌های اقتصادی کشور کار خود را می‌کردند و به دولت متکی نبودند. اما امروز به دلیل برخورداری دولت از منابع نفتی، نمی‌توان دولت را نادیده گرفت. در ۸ سال گذشته نقش دولت در اقتصاد تبدیل به نقش بازدارندگی شد.
وی ضمن اظهار نگرانی از طرح تبدیل سازمان میراث فرهنگی به وزارتخانه، اظهار داشته بود:
من نگران به سرانجام رسیدن این طرح هستم. اگر این بحث بخواهد در مجلس دنبال شود، باید دربارهٔ همه ابعادش مطالعه دقیق صورت بگیرد؛ چرا که ممکن است تلاش ۱۴ ساله برای هم سو شدن سه بخش میراث، صنایع دستی و گردشگری در این سازمان، آسیب ببیند… در گذشته یک سازمان میراث فرهنگی بود که وظیفه اصلی اش حفظ مواریث فرهنگی کشور بود، اما هیچ گونه نگاه اقتصادی نداشت؛ درحالی که وقتی سازمان میراث فرهنگی و گردشگری به وجود آمد، این هدف گسترده‌تر شد و علاوه بر صیانت از فرهنگ، به جنبه‌های اقتصادی هم توجه کردند.

## آثار
کتابهای منتشر شده توسط شیرکوند به شرح زیر است:
- سعید شیرکوند. «اقتصاد خرد.»: نور علم، ۱۳۷۷.
- سعید شیرکوند. «تئوری‌ها و مسائل اقتصاد خرد.» : انتشارات کویر، 1387.[۱۱]
- سعید شیرکوند. «بهبود فضای کسب وکار در ایران.»: اتاق بازرگانی، ۱۳۹۰.
- سعید شیرکوند. «سازمان‌های پولی و مالی.» تهران: انتشارات کویر، 1391.[۱۲]
- سعید شیرکوند و مجید سبزه. «درس‌ها و آموزه‌های اقتصاد کلان.» تهران: انتشارات کویر، 1395.[۱۳]